# Clube Ferroviário de Maputo
Il Clube Ferroviario de Maputo è una società calcistica del Mozambico con sede nella capitale Maputo ed attualmente milita nella Moçambola, la massima divisione nazionale.
I colori sociali sono il verde e bianco. Gioca le partite interne presso l' Estádio da Machava.
Ha vinto 10 Moçambola, il campionato nazionale, 6 Taça de Moçambique, la coppa, e 7 volte la Supercoppa.
Insieme al Maxaquene e al Costa do Sol è una delle società più titolate del Mozambico da ha ottenuto l'indipendenza dal Portogallo.
Il club calcistico è stato fondato nel 1924 con il nome di Clube Ferroviaro de Lourenço Marques e nel 1976 ha assunto l'attuale denominazione.

## Palmarès

### Competizioni nazionali
- Moçambola: 10

1982, 1989, 1996, 1997, 1999, 2002, 2005, 2008, 2009, 2015
- Taça de Moçambique: 6

1984, 1989, 2004, 2009, 2011, 2022

### Altri piazzamenti
- Moçambola:

Secondo posto: 2018
- Coppa CAF:

Semifinalista: 1992